# Могильов
Могильов (на беларуски: Магілёў; на руски: Могилёв) е град в Беларус, административен център на Могильовска област. Населението на града е 381 353 души (по приблизителна оценка от 1 януари 2018 г.). Градът е пристанище на река Днепър.

## Спорт
- Футбол: „Днепър“, ФК „Савит“ Могильов
- Хокей: ХК „Могильов“
- Волейбол: „Техноприбор“, „Металург БЕЛА“
- Хандбал: „Машека“

## Побратимени градове
- Габрово, България

## Галерия
- Общ изглед
- Обзор на река Днепър и град Могильов
- Площад „Пушкински“
- Панорама на завод „Могильовхимволокно“ – беларуска химическа компания за производство на полиетилентерефталат, полиестерни влакна и технически нитове
- Панорама на завод „Могильовхимволокно“
- Железопътна гара „Могильов I“
- Главен корпус на Беларуско-Руския университет
- Могильовски държавен медицински колеж
- Могильовски държавен университет
- Могильовски областен лечебно-диагностичен център
- Стадион „Спартак“
- „Леден дворец“
- Сградата на някогашната Могильовската поземлена селска банка. Днес – Регионален художествен музей „П. В. Маслеников“
- Могильовски областен драматичен театър
- „Дамата с кученцето“ – пред входа на Драматичния театър
- Къщата на търговеца Антошкевич на ул. „Ленинска“ (1698 г.)
- Сградата на клона на Московската международна търговска банка (началото на XX век). Понастоящем – Главното управление на Националната банка на Република Беларус в Могильовска област
- „Площад на славата“ със сградата на кметството (с бяла кула)
- „Площад на славата“ нощем с „Паметника на славата“ – победата над Нацистка Германия
- Кметството (общината)
- „Паметник на звездочета“ (астрологията)
- Парк на културата и отдиха „Подниколе“

- Изгледи от Октябърски район
- Търговски център „Санта“
- Областен дворец на културата
- Гледка над покривите
- Търговски център „Гиппо“

- Изгледи от Ленински район
- Търговски център „Атриум“
- Булевард „Мир“
- Драматичн театър
- Пешеходна улица (ул. „Ленинска“)